# 성배

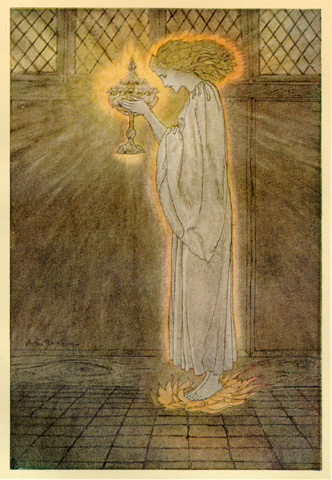
코빈 성에 성배를 들고 퍼시벌 앞에 나타난 아름다운 여인의 환영. 1917년 아서 래컴이 그린 삽화.

성배(聖杯, 영어: holy grail) 또는 거룩한 잔, 신성한 술잔은 문학 작품과 일부 기독교 전승에 등장하는 성스러운 유물로서, 일반적으로 최후의 만찬에서 예수 그리스도가 사용했던 기적의 힘을 지닌 술잔으로 묘사된다. 전설에 따르면 컵, 접시, 돌의 형태로 등장하기도 하며, 그 소유자에게 행복, 영원한 젊음, 무한한 부를 가져다주는 성물로 묘사된다. 서양권에서는 '성배'라는 단어 자체가 종종 이루어내거나 가질 수 없는 목표를 상징하는 단어이기도 하다.

## 개요
거룩한 잔, 즉 성배의 전설의 기록은 크게 두 개의 갈래로 나뉜다. 첫 번째는 예수를 십자가에서 내려 묻었다고 전해지는 아리마태아의 요셉의 기록이고, 두 번째는 영국의 아서 왕 전설이다. 로베르 드 보롱이 쓴 《아리마태아의 요셉(Joseph d'Arimathie, 12세기 후반 작품)》에 따르면, 아리마태아의 요셉이 예수로부터 거룩한 잔을 선물 받고 그레이트브리튼섬으로 가져갔다고 한다. 이러한 전설을 토대 삼아 후대에는 아리마태아의 요셉이 예수의 시신을 매장하면서 그 피를 거룩한 잔에 받았다는 것과 그레이트브리튼 섬에서 거룩한 잔을 지킬 수호자들을 임명했다는 이야기 등이 생겨났다. 거룩한 잔을 찾기 위한 여정은 아서 왕 문학작품에서 중요한 부분을 차지하고 있으며, 크레티앵 드 트루아의 작품에 처음으로 등장하였다. 이러한 이야기는 켈트족 신화 속에서 특별한 능력이 있다고 믿어진 가마솥과 기독교 전설이 융합되어 탄생한 것으로 보인다.

## 예수의 혈통설
성배는 단순한 술잔이 아닌 예수 그리스도의 가문이라는 주장도 있다.
마이클 베이전트(Michael Baigent)가 쓴《성혈과 성배》(영어 원제: The Holy Blood and the Holy Grail)는 예수 그리스도와 막달라 마리아가 결혼을 했다는 주장을 제기하였다. 이 책에서 성배는 예수의‘가문’과 이어지고, 그 가문의 꼭대기에는 그들이 익히 믿음의 자리로 받아들인 바 있는 예수가 있으며, 가문을 이룬 예수는 곧 인간이며 결혼을 했다는 것이다.
예수의 결혼설은 댄 브라운의 소설 《다빈치코드》를 통해 전 세계에 알려졌다. 이 책에서 작가는 성배가 예수 그리스도와 마리아 막달레나가 결혼하여 아이를 가졌고 이에 대한 예수의 후손에 대한 비밀을 가리키는 것을 성배라고 주장했다.
이에 대한 비밀을 지키기 위한 코드를 레오나르도 다빈치의 그림에 비밀리에 숨겨 놓았다고 주장했다.
이 책에서 성배는 예수가 사용한 술잔이 아니라 예수의 가문에 대한 숨겨진 코드라는 것이다.

## 대중문화
성배 은 2005년 앨범 Histoires Naturelles에 수록된 노래 "Mystère"로 프랑스 싱어송라이터 놀웬 르루아(Nolwenn Leroy)에게 영감을 주었다.

## 같이 보기
- 그리스도의 피
- 성작
- 최후의 만찬